# Liste der Baudenkmäler in Kaufering

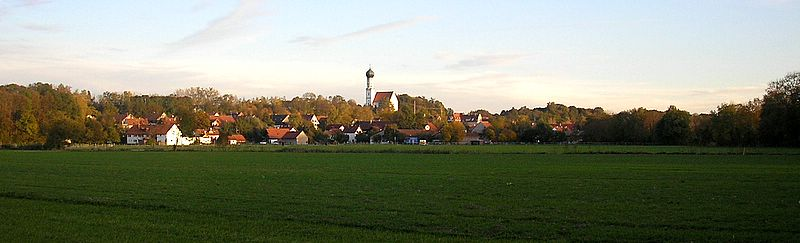
Blick auf Kaufering

Auf dieser Seite sind die Baudenkmäler in dem oberbayerischen Markt Kaufering zusammengestellt. Diese Tabelle ist eine Teilliste der Liste der Baudenkmäler in Bayern. Grundlage ist die Bayerische Denkmalliste, die auf Basis des Bayerischen Denkmalschutzgesetzes vom 1. Oktober 1973 erstmals erstellt wurde und seither durch das Bayerische Landesamt für Denkmalpflege geführt wird. Die folgenden Angaben ersetzen nicht die rechtsverbindliche Auskunft der Denkmalschutzbehörde.

## Baudenkmäler nach Ortsteilen

### Kaufering
| Lage                              | Objekt                                          | Beschreibung | Akten-Nr.              | Bild                            |
| --------------------------------- | ----------------------------------------------- | --- | ---------------------- | ------------------------------- |
| Brückenring 8 (Standort)          | Mühlrad                                         | oberschlächtiges Rad aus Eisen an der ehemaligen Mühle, um 1900. | D-1-81-128-6 Wikidata  | BW                              |
| Brückenring 15 (Standort)         | Hausfigur, hl. Johannes                         | stehende, farbig gefasste Holzskulptur in von Pilastern eingefasster Nische auf Stufenkonsole, barock | D-1-81-128-8 Wikidata  | Hausfigur, hl. Johannes         |
| Brückenring 19 (Standort)         | Schulhaus                                       | stattlicher Walmdachbau über L-förmigem Grundriss in schlichten Formen des Jugendstils, 1912 | D-1-81-128-21 Wikidata | Schulhaus                       |
| Brückenring 29 (Standort)         | Hausfigur                                       | stehende farbig gefasste Skulptur (Jakobus?), barock | D-1-81-128-10 Wikidata | Hausfigur                       |
| Epfenhausener Straße 5 (Standort) | Gasthaus                                        | stattlicher zweigeschossiger Satteldachbau mit Geschossgesimsen und Aufzugsluke am Giebel, 1. Hälfte 18. Jahrhundert | D-1-81-128-11 Wikidata | Gasthaus                        |
| Gschwendwiesen (Standort)         | Kapelle St. Leonhard                            | stattlicher Saalbau mit eingezogenem Polygonalchor und Dachreiter, von Michael Natter, bezeichnet 1715; mit Ausstattung | D-1-81-128-3 Wikidata  | weitere Bilder                  |
| Kapellenäcker (Standort)          | Feldkapelle St. Walburga                        | Satteldachbau mit eingezogenem Rechteckchor und Dachreiter, 1. Hälfte 14. Jahrhundert und Mitte 17. Jahrhundert | D-1-81-128-4 Wikidata  | weitere Bilder                  |
| Kirchberg 1 (Standort)            | Katholische Pfarrkirche St. Johannes der Täufer | Saalbau mit eingezogenem Polygonalchor und Chorflankenturm, Chor im Kern spätgotisch, sonst Neubau von Michael Natter, 1699/1702; mit Ausstattung; Krieger-Gedächtiskapelle, rechtwinkliger Satteldachbau mit Pilaster- und Gesimsgliederung, bezeichnet 1730; mit Ausstattung; Kriegerdenkmal, Skulptur des Drachenkampfes, auf hohem Postament, nach Entwurf von Karl Stöhr ausgeführt von Georg Albertshofer, 1923; Teile der Friedhofsmauer, West-, Süd- und Ostzug mit Pforte und Aufgang von Osten, wohl Anfang 18. Jahrhundert und gedeckter Treppenaufgang von Südwesten, 17./18. Jahrhundert | D-1-81-128-1 Wikidata  | weitere Bilder                  |
| Kirchberg 6 (Standort)            | Pfarrhaus                                       | stattlicher zweigeschossiger Satteldachbau mit Aufzugsöffnungen, 1763, erweitert 1838; Ehemaliges Wasch- und Backhaus, eingeschossiger Satteldachbau mit Kamin, 18./19. Jahrhundert | D-1-81-128-15 Wikidata | weitere Bilder                  |
| Nähe Beuerbacher Weg (Standort)   | Wegkapelle                                      | kleiner Satteldachbau mit halbrunder Apsis, 2. Hälfte 18. Jahrhundert; mit Ausstattung | D-1-81-128-17 Wikidata | Wegkapelle                      |
| Nähe Brückenring (Standort)       | Brückenfigur St. Johann Nepomuk                 | stehende farbig gefasste Holzskulptur, Mitte 18. Jahrhundert | D-1-81-128-18          | Brückenfigur St. Johann Nepomuk |
| Schwabau (Standort)               | KZ-Friedhöfe Kaufering-Nord und Kaufering-Süd   | von niedriger Betonmauer umgebene, unregelmäßig fünfeckige Anlagen; der nördliche Friedhof mit hoher Granitstele als Gedenkmonument, mehreren Grabsteinen und Betonfundamenten von KZ-Bauten; der südliche Friedhof mit grob behauenem Granitgedenkstein und mehreren Grabsteinen; angelegt 1950; östlich der B 17, westl. der Staustufe 18 des Lechs. | D-1-81-128-22 Wikidata | weitere Bilder                  |
| Viehweide (Standort)              | Bildstock                                       | Pfeiler mit Bildnische und Satteldach, 18./19. Jahrhundert; an der Straße nach Landsberg | D-1-81-128-19 Wikidata | BW                              |

### Riedhof
| Lage                                    | Objekt  | Beschreibung | Akten-Nr.              | Bild           |
| --------------------------------------- | ------- | --- | ---------------------- | -------------- |
| Scheuringer Straße 8, 10, 17 (Standort) | Gutshof | Riedhof; Herrenhaus, zweigeschossige Mansardwalmdachbau mit Putzgliederung, mittig eingeschwungender Fassade und Portal, von Fritz Hessemer und Johannes Schmidt, 1910; Gärtner- und Remisengebäude, den Hofraum dreiseitig einfassendes, einstöckiges Walmdachgebäude mit Treppeneckturm, bauzeitlich; Torpfeiler, rustiziert, 1910; Getreidelagerhalle und Wasserturm des Wirtschaftshofes; Getreidelagerhalle, Mauerwerks- und Holz-Ständer-Riegelbau mit Spitztonnendach in Lamellenbauweise, von Gustav Voigt, 1925; Wasserturm, Eisenbetonbau mit holzverschaltem Obergeschoss, von J. Kleofaas und Knapp, 1910; Lindenallee zwischen Herren- und Wirtschaftshof | D-1-81-128-20 Wikidata | weitere Bilder |